# Laurie Davidson
Laurie Davidson, né en 1992 à Londres, est un acteur britannique, connu pour avoir interprété William Shakespeare dans la série télévisée Will, et Mr. Mistoffelees dans le film Cats.

## Biographie
Davidson grandit à Dulwich, dans le sud de Londres, en Angleterre. En 2016, il est diplômé de la London Academy of Music and Dramatic Art. Un peu plus tard, il interprète le journaliste Michael Lewis dans le film Diana and I,. Il commence sa carrière dans la série télévisée Will en interprétant William Shakespeare.

## Carrière
En 2013, il interprète un petit rôle dans le film Vampire Academy.
En 2017, il interprète le rôle principal de William Shakespeare dans la série télévisée Will . La même année, il interprète Michael Lewis dans le film Diana and I.
En 2019, il interprète Mr. Mistoffelees dans le film Cats ainsi que le rôle de Hans Taub dans le film L'Art du mensonge.
En 2021, il interprète le rôle de George dans la série télévisée The Guilty Party. En 2022, il interprète Mark Brewer dans la série télévisée The Sandman .
En 2023, il interprète Ingilmundr dans la série télévisée The Last Kingdom : Sept rois doivent mourir.

## Filmographie

### Films
- 2013 : Vampire Academy de Mark Waters : non crédité
- 2017 : Diana and I (en) de Jeremy Brock : Michael Lewis
- 2019 : Cats de Tom Hooper : Mr. Mistoffelees
- 2019 : L'Art du mensonge de Bill Condon : Hans Taub
- 2023 : The Last Kingdom : Sept rois doivent mourir de Edward Bazalgette (en) : Ingilmundr, conseiller d'Aethelstan

### Télévision
- 2017 : Will : William Shakespeare
- 2021 : Guilty Party (TV series) (en) : George
- 2022 : The Sandman : Mark Brewer
- 2024 : Mary and George : Robert Carr, 1er comte de Somerset